# Lucky Old Sun
Lucky Old Sun è un album in studio del musicista country statunitense Kenny Chesney, pubblicato nel 2008.

## Tracce
1. I'm Alive (feat. Dave Matthews)
2. Way Down Here
3. Boats
4. Everybody Wants to Go to Heaven (feat. The Wailers)
5. Down the Road (feat. Mac McAnally)
6. Spirit of a Storm
7. Ten with a Two
8. The Life
9. Key's in the Conch Shell
10. Nowhere to Go, Nowhere to Be
11. That Lucky Old Sun (Just Rolls Around Heaven All Day) (feat. Willie Nelson)

## Classifiche
| Classifica (2008) | Posizione raggiunta |
| ----------------- | ------------------- |
| Stati Uniti       | 1                   |